# Rubén Lobato Elvira
Rubén Lobato Elvira (Salamanca, 1 de setembre de 1978) va ser un ciclista espanyol, professional del 2002 al 2008.
L'any 2009, quan no tenia equip, l'UCI va anunciar que hi havia resultats anòmals al seu passaport biològic. L'any següent, la Federació Espanyola, el va sancionar amb dos anys, malgrat ja estar retirat.

## Palmarès
- 2000
  - 1r a la Clàssica Ciutat de Torredonjimeno

### Resultats al Tour de França
- 2006. 46è de la classificació general
- 2007. Abandona

### Resultats al Giro d'Itàlia
- 2004. 16è de la classificació general
- 2005. 43è de la classificació general
- 2006. 87è de la classificació general

### Resultats a la Volta a Espanya
- 2002. 123è de la classificació general
- 2007. 38è de la classificació general